# Milfeulle Sakuraba
Milfeulle Sakuraba (桜葉 ミルフィーユ?, Sakuraba Mirufīyu) è un personaggio immaginario della serie di manga, anime e videogiochi Galaxy Angel. Come per tutti gli altri personaggi della serie, il nome Milfeulle Sakuraba è un riferimento ad uno specifico cibo, in questo caso al dolce francese millefoglie. Il suo Emblem Frame è il Lucky Star.

## Il personaggio

### Nell'anime
Diciassettenne altruista e dai capelli rosa, Milfeulle è dotata di un'incredibile quantità di fortuna, che si alternano a periodici momenti di altrettanto incredibile sfortuna. Questi momenti di sfortuna possono arrivare a causare la distruzione di interi pianeti o galassie, ma ciò nonostante questi avvenimenti vengono minimizzati, dato che stranamente nei giorni di sfortuna, Milfeulle è particolarmente felice. Sa essere testarda se non ottiene ciò che desidera, ma di solito è abbastanza spensierata. Milfeulle  è anche il più recente membro della Troupe Angel all'inizio della serie. Il suo hobby è preparare il tè e cucinare torte. I fiori sulla sua testa possono girare così vorticosamente da farla volare o librare nell'aria

### Nei videogiochi
Membro originario delle Angel Troupe, Milfeulle è sempre un personaggio allegro ed amichevole, sempre pronta ad aiutare il prossimo, anche quando si tratta di persone considerate nemiche. In possesso di una grande fortuna, al punto che eventi incredibilmente bizzarri continuano a succedere intorno a lei, a volte crea grandi problemi ai compagni, ma sempre in qualche modo utili per se stessa. Secondo la definizione data nel gioco, Milfeulle ha la capacità di far fallire tutte le teorie sulle probabilità ed ottenere un risultato al 100%, anche in operazioni banali come il lancio di una moneta.

### Nel manga
Milfeulle è la protagonista del manga. Inizialmente incontra Takuto Meyers quando cade accidentalmente e viene recuperata al volo dal giovane. Milfie è colei che invita Takutoad unirsi nella missione della Troupe Angel ed è la prima persona nel manga a fidarsi ciecamente di Takuto. Verso la fine del manga, quando Takuto chiede a Milfie come si è sentita, quando ha scoperto che era lui il pilota del Sharp Shooter, il giovane si china a baciarla prima che possa rispondere. Nel manga di Galaxy Angel II, Milfie è diventata una gate keeper ed è sposata con Takuto.

## Doppiatori
In Galaxy Express, Milfeulle Sakuraba è doppiata in giapponese da Ryoko Shintani, in inglese da Jocelyne Loewen, in spagnolo da Rebeca Aponte, in tagalog da Rona Aguilar mentre in portoghese da Daniella Piquet.

## Apparizioni
- Galaxy Angel (2001) - Serie TV anime
- Galaxy Angel (2001) - Manga
- Galaxy Angel Z (2002) - Serie TV anime
- Galaxy Angel A (2002) - Serie TV anime
- Galaxy Angel (2002) - Videogioco
- Galaxy Angel Party (2003) - Manga
- Galaxy Angel AA (2003) - Serie TV anime
- Galaxy Angel S (2003) - Special
- Galaxy Angel: Moonlit Lovers (2002) - Videogioco
- Galaxy Angel 2nd (Beta) (2004) - Manga
- Galaxy Angel X (2004) - Serie TV anime
- Galaxy Angel: Eternal Lovers (2002) - Videogioco
- GALAXY ANGEL ~The Musical~ìì (2005) - Musical